# Campeonato de España de Triatlón de Invierno
El Campeonato de España de Triatlón de Invierno es la máxima competición a nivel español de triatlón de invierno. Es organizado anualmente desde 1990 por la Federación Española de Triatlón (FETRI). Se realizan las competiciones masculina y femenina, además de tenerse en cuenta la puntuación para la clasificación por equipos. En los primeros años se denominó Campeonato de España de Triatlón Blanco y desde 2001, en la prueba disputada en Candanchú, se modificó el nombre y se compitió durante toda la competición sobre la nieve.

## Historia
En los primeros años de competición se realiza con el estilo clásico, con la carrera a pie y el tramo de bicicleta por asfalto, y el esquí en nieve. Desde 2001 hasta 2009, y para seguir la normativa de la Unión Internacional de Triatlón (ITU), la prueba se realiza con todos los tramos sobre nieve, para intentar conseguir que el deporte consiga ser olímpico. Ante lo problemas que ocasiona a los deportistas y organizadores, en 2010 se vuelve al formato clásico.

## Palmarés masculino
| N.º   | Año  | Sede          | Oro                                           | Plata                                         | Bronce                                        |
| ----- | ---- | ------------- | --------------------------------------------- | --------------------------------------------- | --------------------------------------------- |
| I     | 1990 | Sierra Nevada | Juan Carlos Apilluelo                         | -                                             | -                                             |
| II    | 1991 | Sierra Nevada | Pedro Añarbe                                  | Juan Carlos Apilluelo                         | Felipe Barbed                                 |
| III   | 1992 | Reinosa       | Pedro Añarbe                                  | Antonio Cascos                                | Chiqui Plazas                                 |
| IV    | 1993 | Reinosa       | Juan Carlos Apilluelo                         | -                                             | -                                             |
| V     | 1994 | -             | Juan Carlos Apilluelo                         | -                                             | -                                             |
| VI    | 1995 | -             | Juan Carlos Apilluelo                         | -                                             | -                                             |
| VII   | 1996 | Jaca          | Juan Carlos Apilluelo                         | -                                             | -                                             |
| VIII  | 1997 | Reinosa       | Juan Carlos Apilluelo                         | -                                             | -                                             |
| IX    | 1998 | -             | Juan Carlos Apilluelo                         | Pedro Añarbe                                  | Xavier Azcárate                               |
| X     | 1999 | Reinosa       | Juan Carlos Apilluelo                         | -                                             | -                                             |
| XI    | 2000 | Reinosa       | Juan Carlos Apilluelo                         | Patxi Vila                                    | Pedro Añarbe                                  |
| XII   | 2001 | Candanchú     | Juan Carlos Apilluelo                         | Pedro Añarbe                                  | Xavier Cadena                                 |
| XIII  | 2002 | Candanchú     | Juan Carlos Apilluelo                         | Pedro Añarbe                                  | Eneko Llanos                                  |
| XIV   | 2003 | Panticosa     | Juan Carlos Apilluelo                         | Eneko Llanos                                  | Iker Rozas                                    |
| XV    | 2004 | Candanchú     | Víctor Lobo                                   | Pedro Añarbe                                  | Iker Rozas                                    |
| XVI   | 2005 | Ansó          | Víctor Lobo                                   | Eneko Llanos                                  | Sebastiá Catllá                               |
| XVII  | 2006 | Candanchú     | Víctor Lobo                                   | Eneko Llanos                                  | Joan Freixa                                   |
| NC    | 2007 | Ansó          | Suspendido por falta de nieve                 | Suspendido por falta de nieve                 | Suspendido por falta de nieve                 |
| XVIII | 2008 | Formigal      | Víctor Lobo                                   | Jon Erguin Dorronsoro                         | Eneko Llanos                                  |
| XIX   | 2009 | Benasque      | Víctor Lobo                                   | Jon Erguin Dorronsoro                         | Eneko Llanos                                  |
| XX    | 2010 | Ansó          | Víctor Lobo                                   | Eneko Llanos                                  | Patxi Vila                                    |
| XXI   | 2011 | Reinosa       | Eneko Llanos                                  | Jon Erguin Dorronsoro                         | Sergio Gimeno                                 |
| XXII  | 2012 | Jaca          | Jon Erguin Dorronsoro                         | Egoitz Zalakain                               | Jean Claude Carrere                           |
| XXIII | 2013 | Reinosa       | Jon Erguin Dorronsoro                         | Egoitz Zalakain                               | Raúl Roda                                     |
| XXIV  | 2014 | Reinosa       | Egoitz Zalakain                               | Jon Erguin Dorronsoro                         | Sebastià Catllà                               |
| XXV   | 2015 | Reinosa       | Egoitz Zalakain                               | Pello Osoro                                   | Joan Freixa                                   |
| NC    | 2016 | Reinosa       | Suspendido por las condiciones meteorológicas | Suspendido por las condiciones meteorológicas | Suspendido por las condiciones meteorológicas |
| XXVI  | 2017 | Reinosa       | Joan Freixa                                   | Pello Osoro                                   | Txomin Osoro                                  |
| XXVII | 2018 | Ansó          | Pello Osoro                                   | Joan Freixa                                   | Jesús Alberto García                          |

## Palmarés femenino
| N.º   | Año  | Sede          | Oro                                           | Plata                                         | Bronce                                        |
| ----- | ---- | ------------- | --------------------------------------------- | --------------------------------------------- | --------------------------------------------- |
| I     | 1990 | Sierra Nevada | Isabel Dumall                                 | -                                             | -                                             |
| II    | 1991 | Sierra Nevada | Dina Bilbao                                   | Mar Ortiz                                     | -                                             |
| III   | 1992 | Reinosa       | Dina Bilbao                                   | -                                             | -                                             |
| IV    | 1993 | Reinosa       | Piroska Abos                                  | -                                             | -                                             |
| V     | 1994 | -             | -                                             | -                                             | -                                             |
| VI    | 1995 | -             | -                                             | -                                             | -                                             |
| VII   | 1996 | Jaca          | Ana Folkegard                                 | Isabel Dumall                                 | -                                             |
| VIII  | 1997 | Reinosa       | Naia Alzola                                   | -                                             | -                                             |
| IX    | 1998 | -             | Ana Folkegard                                 | Andrea Aja                                    | Naia Alzola                                   |
| X     | 1999 | Reinosa       | Anna Serra                                    | -                                             | -                                             |
| XI    | 2000 | Reinosa       | Ana Casares                                   | Inmaculada Pereiro                            | Anna Serra                                    |
| XII   | 2001 | Candanchú     | Anna Serra                                    | Inmaculada Pereiro                            | Ana Folkegard                                 |
| XIII  | 2002 | Candanchú     | Inmaculada Pereiro                            | Ana Casares                                   | Ana Folkegard                                 |
| XIV   | 2003 | Panticosa     | Anna Serra                                    | Ana Folkegard                                 | Inmaculada Pereiro                            |
| XV    | 2004 | Candanchú     | Ana Folkegard                                 | Anna Serra                                    | Inmaculada Pereiro                            |
| XVI   | 2005 | Ansó          | Inmaculada Pereiro                            | Naia Alzola                                   | Anna Serra                                    |
| XVII  | 2006 | Candanchú     | Inmaculada Pereiro                            | Anna Serra                                    | Yolanda Magallón                              |
| NC    | 2007 | Ansó          | Suspendido por falta de nieve                 | Suspendido por falta de nieve                 | Suspendido por falta de nieve                 |
| XVIII | 2008 | Formigal      | Inmaculada Pereiro                            | Yolanda Magallón                              | Beth Serrano                                  |
| XIX   | 2009 | Benasque      | Inmaculada Pereiro                            | Yolanda Magallón                              | Silvia Rodríguez                              |
| XX    | 2010 | Ansó          | Inmaculada Pereiro                            | Mónica Saez                                   | Isabel Eizmendi                               |
| XXI   | 2011 | Reinosa       | Mónica Saez                                   | Ana Casares                                   | Inmaculada Pereiro                            |
| XXII  | 2012 | Jaca          | Yolanda Magallón                              | Maria Mayalen Noriega                         | Ivet Farriols                                 |
| XXIII | 2013 | Reinosa       | Ana Casares                                   | Alba Xandri                                   | Inmaculada Pereiro                            |
| XXIV  | 2014 | Reinosa       | Maider Gaztañaga                              | Ana Casares                                   | Alba Xandri                                   |
| XXV   | 2015 | Reinosa       | Ana Casares                                   | Yolanda Magallón                              | Maite Murgia                                  |
| NC    | 2016 | Reinosa       | Suspendido por las condiciones meteorológicas | Suspendido por las condiciones meteorológicas | Suspendido por las condiciones meteorológicas |
| XXVI  | 2017 | Reinosa       | Laura Orgué                                   | Ana Revilla                                   | Sin otorgar por llegar fuera de tiempo        |
| XXVII | 2018 | Ansó          | Alba Xandri                                   | Enara Oronoz                                  | María Cruz Aragón                             |